# Першість Росії серед аматорських футбольних клубів
Першість Росії серед аматорських футбольних клубів (Також: Третій дивізіон) (рос. Первенство России среди любительских футбольных клубов) — щорічне змагання для непрофесійних футбольних клубів, яке проводиться в Росії.
Змагання проходять в десятьох межрегіональних зонах:
1. Далекосхідний футбольний союз
2. СФФ Сибір
3. СФФ Уралу та Західного Сибіру
4. МРО Північний Захід
5. МРО Центр (Москва)
6. МРО Центр (Московська область)
7. МРО Золоте Кільце
8. МОА Чорнозем'я
9. МФС Приволжя
10. МРО ПФО

## Переможці
| Рік  | Клуб            | Місто             | МРО                                             |
| ---- | --------------- | ----------------- | ----------------------------------------------- |
| 1992 | Металлург-ІСМ   | Волзький          | МФС Приволжя                                    |
| 1993 | Автомобіліст    | Ногінськ          | Центр В                                         |
| 1994 | Торпедо         | Курган            | Союз федерацій футболу Урала и Западного Сибіру |
| 1995 | Смарагд         | Тимашівськ        | МРО ПФО                                         |
| 1996 | Хімки           | Химки             | Центр (Подмосков'я А)                           |
| 1997 | Спартак-Телеком | Шуя               | Золоте кільце                                   |
| 1998 | СКА             | Ростов-на-Дону    | МРО ПФО                                         |
| 1999 | Псков           | Псков             | МРО Північний Захід                             |
| 2000 | Локомотив-Тайм  | Мінеральні Води   | МРО ПФО                                         |
| 2001 | Немком          | Краснодар         | Кавказ                                          |
| 2002 | Текстильник     | Камишин           | МОА Чорнозем'я                                  |
| 2003 | Аруан           | Нарткала          | МРО ПФО                                         |
| 2004 | Авангард        | Лазаревське       | МРО ПФО                                         |
| 2005 | Чорноморець     | Новоросійськ      | МРО ПФО                                         |
| 2006 | Батайськ-2007   | Батайськ          | МРО ПФО                                         |
| 2007 | Хімік           | Дзержинськ        | МФС Приволжя                                    |
| 2008 | Факел-Буд Арт   | Вороніж           | МОА Чорнозем'я                                  |
| 2009 | Торпедо         | Міас              | СФФ Уралу та Західного Сибіру                   |
| 2010 | Поділля         | Подольський район | МРО Центр                                       |
| 2013 | Вибір-Курбатово | Вороніж           | МОА Чорнозем'я                                  |
| 2014 | Металург        | Аша               | СФФ Уралу та Захадного Сибіру                   |
| 2015 | Люберці         | Люберці           | МРО Центр                                       |
| 2016 | Зірка           | Санкт-Петербург   | МРО Північний Захід                             |